# 西圣若热
西圣若热是巴西巴拉那州的一个市镇。总面积379.085平方公里，总人口9213人，人口密度24.3人/平方公里。